# Nundinella longicauda
Nundinella longicauda är en stekelart som beskrevs av Masi 1944. Nundinella longicauda ingår i släktet Nundinella och familjen bracksteklar. Inga underarter finns listade i Catalogue of Life.